# Gustaf Wejnarth
Gustaf Wejnarth, född 24 april 1902 i Eskilstuna, död 22 april 1990 i Örebro, var en svensk kortdistanslöpare. Wejnarth var med i det svenska lag som vann silvermedalj i stafett 4 x 400 m vid OS 1924. 

## Biografi
Gustaf Wejnarth vann SM på 400 m 1921 med tiden 49,8 tävlande för IFK Eskilstuna.
Han var med vid OS i Paris 1924 där han som medlem i det svenska laget i stafett 4x400 m vann silver (de andra var Erik Byléhn, Artur Svensson och Nils Engdahl).
Gustaf Wejnarth är begravd på Norra kyrkogården i Örebro.